# Bernhard Braun (Philosoph)
Bernhard Braun (* 1955 in Hall in Tirol) ist ein österreichischer römisch-katholischer Philosoph.

## Leben
Bernhard Braun studierte zunächst Chemie an der Universität Innsbruck und ab 1976 Philosophie an den Katholisch-Theologischen Fakultäten in Innsbruck und Salzburg. 
Von 1985 bis 1997 war er Lehrbeauftragter am Philosophischen Institut der Theologischen Fakultät der Universität Salzburg mit mehreren Lehrstuhlvertretungen (Metaphysik und Philosophiegeschichte). Seit 1987 ist er Mitarbeiter und Referent beim Theologischen Fernkurs in Wien. Von 1988 bis 2001 war er Mitglied des Kuratoriums des Wolfgang Amadeus Mozart-Preises der Johann Wolfgang von Goethe-Stiftung. 1991 nahm er am Kooperationsmodell Wissenschaft und Medien, Verlagsanstalt Athesia Bozen, teil.
Von 1993 bis 1994 war er Chefredakteur der Wochenzeitung präsent und Leiter des Zeitungsverlags der Verlagsanstalt Tyrolia. Von 1997 bis 2002 arbeitete er konzeptionell im Komitee der „Interventionen Stams – Visionen für den Alpenraum“ mit.
Seit 1999 war er Beauftragter der Katholisch-Theologischen Fakultät in Innsbruck für die Betreuung der „Kunst im Gang“. Von 2003 bis 2009 war er Obmann des Kunstforums Ferdinandeum, Förderkreis für zeitgenössische Kunst. Von 2006 bis 2012 war er Mitglied im Dreiervorstand des Vereins Tiroler Landesmuseum Ferdinandeum.
Bis zu seiner Pensionierung 2021 lehrte er als Assistenzprofessor am Institut für Christliche Philosophie der Katholisch-Theologischen Fakultät in Innsbruck.

## Forschungsschwerpunkte
Seine Arbeitsgebiete sind Philosophiegeschichte, Metaphysik, Ästhetik, politische Philosophie, Religionsphilosophie und Kunst- und Kulturphilosophie.

## Schriften
- Schellings zwiespältige Wirklichkeit. Das Problem der Natur in seinem Denken (= Dissertationen. Philosophische Reihe. Band 2). EOS-Verlag, Sankt Ottilien 1983, ISBN 3-88096-852-7 (zugleich Dissertation, Innsbruck 1982).
- Ontische Metaphysik. Zur Aktualität der Thomasdeutung Cajetans. Königshausen und Neumann, Würzburg 1995, ISBN 3-8260-1014-0.
- Die zerrissene Welt. Thaur/Wien/München, Würzburg 1996, ISBN 3-85400-014-6.
- Das Feuer des Eros. Platon zur Einführung. Ontos-Verlag, Frankfurt am Main 2003, ISBN 3-937202-37-4.
- Kunstphilosophie und Ästhetik, 4 Bände. WBG academic, Darmstadt 2019, ISBN 978-3-534-27070-5
- Die Herkunft Europas. Eine Reise zum Ursprung unserer Kultur, wbg edition, Darmstadt 2022, ISBN 978-3-806-24437-3

Herausgeberschaft
- mit Leo Andergassen: Kunst-Beziehung. Festschrift für Gert Ammann zum 65. Geburtstag (Schlern-Schriften 343), Innsbruck 2009, ISBN 978-3-7030-0450-6.
- mit Otto Neumaier: Eile mit Weile. Aspekte der Be- und Entschleunigung in Wissenschaft und Kunst (Schnittstellen 4), Wien 2015, ISBN 978-3-643-50691-7.